# Undibacterium crateris
Undibacterium crateris es una bacteria gramnegativa del género Undibacterium. Fue descrita en el año 2021. Su etimología hace referencia a cráter. Es aerobia y móvil por flagelo polar. Tiene un tamaño de 0,5-0,6 μm de ancho por 2-4 μm de largo. Forma colonias traslúcidas, convexas, de color cremoso y con márgenes enteros en agar R2A tras 3 días de incubación. Temperatura de crecimiento entre 4-37 °C, óptima de 22-25 °C. Catalasa y oxidasa positivas. Tiene un genoma de 4,31 Mpb y un contenido de G+C de 51,7%. Se ha aislado del lago del cráter Buteha, en China. 